# Love's Not a Competition (But I'm Winning)
Love's Not a Competition (But I'm Winning) is een single van de Britse rockband Kaiser Chiefs. Het nummer is afkomstig van het tweede album van de band, Yours Truly, Angry Mob. De single werd uitgegeven op 12 november 2007 als een speciale 7" vinyl editie voor verzamelaars. Op de B-kant staat hun eigen nummer "Everything Is Average Nowadays" als cover door de Amerikaanse band The Little Ones.

## Nummers
Alle muziek en teksten zijn geschreven door Kaiser Chiefs. 
| Nr. | Titel                                                      | Duur |
| --- | ---------------------------------------------------------- | ---- |
| 1.  | Love's Not a Competition (But I'm Winning)                 | 3:17 |
| 2.  | Everything Is Average Nowadays (Cover van The Little Ones) |      |